# Peter Černák
Peter Černák (ur. 21 stycznia 1976 w Handlovej) – słowacki piłkarz grający na pozycji pomocnika i trener piłkarski, od 4 października 2021 do 23 kwietnia 2022 szkoleniowiec MŠK Żyliny.